# Хота
Езерото Хота (на английски: Hottah Lake) е 6-о по големина езеро в Северозападните територии на Канада. Площта му, заедно с островите в него е 918 км2, която му отрежда 48-о място сред езерата на Канада. Площта само на водното огледало без островите е 840 км2. Надморската височина на водата е 180 м.
Езерото се намира в централната част на Северозападните територии на Канада, на 36 км югоизточно от залива Маквикар Арм на Голямото мече езеро. Дължината му от север на юг е 60 км, а максималната му ширина – 28 км.
Маккей има силно разчленена брегова линия, с множество заливи, полуострови, канали и острови с площ от 78 км2.
През езерото от юг на север протича река Камсъл, която след като премине през още няколко езера се влива в югоизточния ъгъл на залива Мактавиш Арм на Голямото мече езеро.
По бреговете на езерото няма постоянни селища, но през краткия летен сезон се посещава от стотици ловци и риболовци.